# Жаркамиський сільський округ
Жарками́ський сільський округ (каз. Жарқамыс ауылдық округі, рос. Жаркамысский сельский округ) — адміністративна одиниця у складі Байганінський району Актюбінської області Казахстану. Адміністративний центр — село Жаркамис.
Населення — 2209 осіб (2021; 2622 у 2009, 2872 у 1999, 3190 у 1989).
Станом на 1989 рік існувала Жаркамиська сільська рада (села Актам, Жаркамис, Калдайбек, Каражар). Село Калдайбек було ліквідовано 2007 року.

## Склад
До складу округу входять такі населені пункти:
| Населений пункт | Населення, осіб (1989) | Населення, осіб (1999) | Населення, осіб (2009) | Населення, осіб (2021) |
| --------------- | ---------------------- | ---------------------- | ---------------------- | ---------------------- |
| Актам, село     | 359                    | 229                    | 110                    | 26                     |
| Жаркамис, село  | 1764                   | 1929                   | 1852                   | 1657                   |
| Калдайбек, село | 389                    | 0                      | -                      | -                      |
| Каражар, село   | 678                    | 714                    | 660                    | 526                    |